# 7,5 cm KwK 40
7,5 cm KwK 40 (7.5 cm Kampfwagenkanone 40) var en tysk 7,5 cm kanon som användes i stridsfordon under andra världskriget. Framförallt var den huvudbeväpningen för senare modeller av den medeltunga stridsvagnen Panzerkampfwagen IV och infanterikanonvagnen Sturmgeschütz III. När den monterades i en infanterikanonvagn betecknades vapnet Sturmkanone 40 (StuK 40). Två olika piplängder förekom: L/43 och L/48. 

## Konstruktion

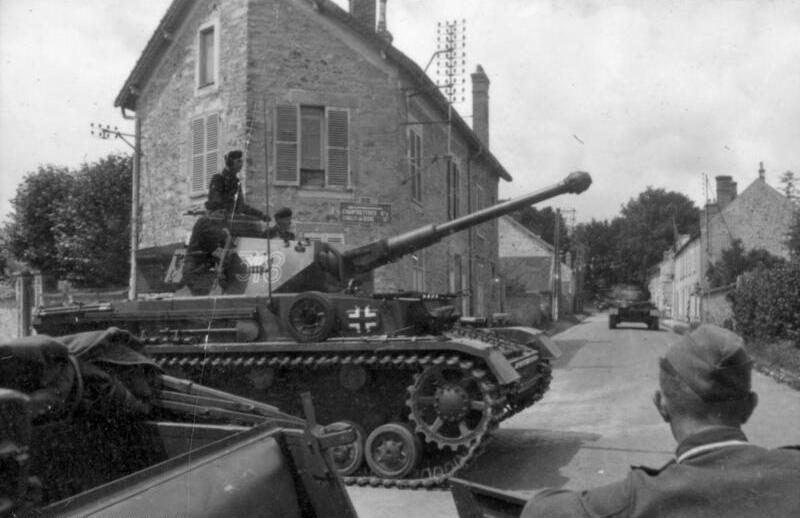
PzKpfw IV (Ausf F2) utrustad med 7,5 cm KwK 40 L/43 tillhörande 1. SS-Panzer-Division Leibstandarte SS Adolf Hitler på manöver i Frankrike 1942.

Kanonen utvecklades ur pansarvärnskanonen 7,5 cm PaK 40 men för att den skulle fungera i tornet på en stridsvagn så fick vissa konstruktionsändringar införas. Ammunition byttes från 75×714mm R till 75×495mm R som hade en kortare och tjockare patronhylsa som gjorde hanteringen av ammunitionen drägligare i det slutna utrymmet i tornet. Själva granaterna som var en del av ammunitionen var identiska för det båda kanonerna. Avfyrningsmekanismen ändrades från slagtändning till elektrisk tändning. Kanonen behöll den semiautomatiska kilmekanismen med utkastare.
| Amumunition | Vikt | Mynnings hastighet | Genomslag i pansar vid 30° vinkel för 7,5 cm KwK 40 L/48 | Genomslag i pansar vid 30° vinkel för 7,5 cm KwK 40 L/48 | Genomslag i pansar vid 30° vinkel för 7,5 cm KwK 40 L/48 | Genomslag i pansar vid 30° vinkel för 7,5 cm KwK 40 L/48 | Genomslag i pansar vid 30° vinkel för 7,5 cm KwK 40 L/48 |
| Amumunition | Vikt | Mynnings hastighet | 100 m                                                    | 500 m                                                    | 1000 m                                                   | 1500 m                                                   | 2000 m                                                   |
| ----------- | ---- | ------------------ | -------------------------------------------------------- | -------------------------------------------------------- | -------------------------------------------------------- | -------------------------------------------------------- | -------------------------------------------------------- |
| Pzgr39      | 6,8  | 790                | 106                                                      | 96                                                       | 85                                                       | 74                                                       | 64                                                       |
| Pzgr40      | 4,1  | 990                | 143                                                      | 120                                                      | 97                                                       | 77                                                       | -                                                        |